# Knæbøjet rævehale
Knæbøjet rævehale (Alopecurus geniculatus) er et 15-45 cm højt græs, der vokser på fugtig bund ved vandhuller og grøfter.

## Beskrivelse
Knæbøjet rævehale er en flerårig urt med en åben og nedliggende til opstigende vækst. Stænglerne er bøjede i knæene, og bladskederne er opsvulmede. Bladene er flade og ensartet grønne.
Blomstringen sker i maj-august, og selv om blomsterne er ufuldkomne og bittesmå, ses det alligevel tydeligt, når de gule eller violette (senere brune) støvknapper hænger uden på de endestillede, cylindriske duske. Frugterne er nødder, som er samlet i småaks, der tilsammen danner den akslignende dusk.
Rodnettet er trævlet og løst. De nedliggende stængler slår rod, og på den måde kan planten blive fladedækkende.
Højde x bredde og årlig tilvækst: 0,40 x 0,25 m (40 x 25 cm/år).

## Voksested
Planten er hjemmehørende i Europa og dermed også i Danmark, hvor den er meget almindelig. Den findes især ved våde områder, dvs. fugtige enge, moser og sumpe og langs vandløb, grøfter og søer.
Den findes i samfund med bl.a. bidende ranunkel, engforglemmigej, gul iris, kærtidsel, slangeurt og trævlekrone.
| Portal | Portal:Botanik |